# Бардинский заказник
Бардинский заказник создан в 1966 году на административной территорий Бардинского и Агдашского района. Создан на базе заказника Айрыджан, который с 1930 года существовал в лесных массивах. Заказник относится к территории типа фауна.

## Цель создания
Основной целью заказника является сохранение и восстановление популяции фазана, франколина и зайца.